# Algemene verkiezingen in de Khmerrepubliek (1972)

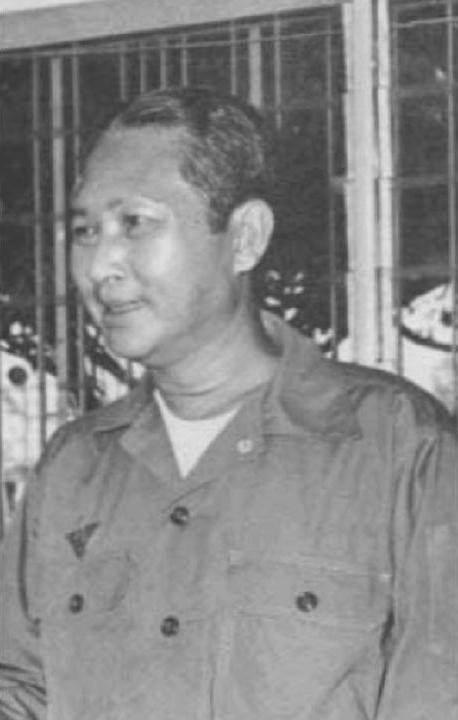
President Lon Nol (1972-1975)

De algemene verkiezingen in de Khmerrepubliek van 1972 vonden op 3 september en 17 september van dat jaar plaats. Het waren de eerste algemene verkiezingen tijdens de Khmerrepubliek (1970-1975) en tevens ook de laatste, omdat de Khmerrepubliek in 1975 ten val kwam en werd vervangen door de staat Democratische Kampuchea. De verkiezingen werden gewonnen door de Parti social républicain van president Lon Nol.

## Voorgeschiedenis
Een staatsgreep maakte in 1970 een einde aan de monarchie in Cambodja. De nieuwe regering, waarvan generaal Lon Nol (eerder premier ten tijde van de monarchie), riep in oktober 1970 de Khmerrepubliek uit waarmee er formeel een einde kwam aan de eeuwenoude monarchie van het land. Geleidelijk aan wist Lon Nol zijn macht verder te consolideren en in het voorjaar van 1972 nam hij presidentschap op zich. In april van dat jaar werd hij middels een referendum in zijn ambt bevestigd. Op 4 juni 1972 werd Lon Nol tijdens presidentsverkiezingen werd Lon Nol met 76% van de stemmen tot president gekozen. Voor september van dat jaar schreef de regering verkiezingen uit voor het nieuwe tweekamerparlement dat kwam te bestaan uit een Nationale Vergadering met 126 leden en een Senaat met 40 leden. In aanloop naar de verkiezingen werd door de aanhangers van Lon Nol de Parti social républicain (PSR) opgericht die onder leiding kwam te staan van de broer van de president, Lon Non, het hoofd van de politie.
Ten tijde van de verkiezingen was Cambodja verwikkeld in een hevige burgeroorlog tussen de republikeinse regering (gesteund door de Amerikaanse regering) en de Rode Khmer en de monarchisten, gesteund door de Volksrepubliek China. In 1972 beheersten de Rode Khmer en hun bondgenoten ruim 80% van het land. Vanwege de burgeroorlog was er sprake van een hongersnood, waar vooral het republikeinse deel van het land (de hoofdstad en nog wat andere gebieden) onder gebukt ging.

## Verkiezingen
Aan de verkiezingen van september namen uiteindelijk maar twee partijen mee, de bovengenoemde Parti social républicain van de president en daarnaast een officiële oppositiepartij onder de naam Pracheachon ("Volksgroep") - de benaming van de voormalige communistisch georiënteerde oppositiepartij onder het bewind van prins Norodom Sihanouk. De "nieuwe" Pracheachon nam het symbool van de Cambodjaanse Communistische Partij, de ploeg over, om zo de schijn van continuïteit tussen de "oude" Pracheachon en haar nieuwe incarnatie te suggereren. Bij de verkiezingen voor de Nationale Vergadering werden alle 126 zetels gewonnen door de PSR en bij de verkiezingen voor de Senaat gingen alle 32 verkiesbare zetels naar de PSR, terwijl de regering het recht had om 8 vertegenwoordigers van de strijdkrachten - die allen op hand van de regering waren - af te vaardigden naar de Senaat.

## Uitslag

### Nationale Vergadering
| Partij    | Partij                   | Zetels | %      |
| --------- | ------------------------ | ------ | ------ |
|           | Parti social républicain | 126    | 99,02  |
|           | Pracheachon              | 0      | 0,98   |
| Totaal    | Totaal                   | 126    | 100,00 |
|           |                          |        |        |
| Opkomst   | Opkomst                  | 78,58% | 78,58% |
| Bron: IPU |                          |        |        |

### Senaat
| Partij                            | Partij                            | Zetels | %      |
| --------------------------------- | --------------------------------- | ------ | ------ |
|                                   | Parti social républicain          | 32     | 95,82  |
|                                   | Pracheachon                       | 0      | 4,18   |
| Vertegenwoordigers strijdkrachten | Vertegenwoordigers strijdkrachten | 8      |        |
| Totaal                            | Totaal                            | 40     | 100,00 |
|                                   |                                   |        |        |
| Opkomst                           |                                   |        |        |
| Bron: IPU                         |                                   |        |        |